# Dolomedes bedjanic
Espèce
Dolomedes bedjanic est une espèce d'araignées aranéomorphes de la famille des Dolomedidae.

## Distribution
Cette espèce est endémique de Madagascar. Elle se rencontre dans le parc national de Marojejy, la réserve spéciale d'Analamazoatra et le parc national d'Andasibe-Mantadia.

## Description
Le mâle holotype mesure 15,89 mm et la femelle paratype 21,55 mm.

## Systématique et taxinomie
Cette espèce a été décrite par Yu et Kuntner en 2024.

## Étymologie
Cette espèce est nommée en l'honneur de Matjaž Bedjanič.

## Publication originale
- Yu & Kuntner, 2024 : « Discovering unknown Madagascar biodiversity: integrative taxonomy of raft spiders (Pisauridae: Dolomedes). » PeerJ, vol. 12, no e16781, p. 1-60 (texte intégral).